# Takt32

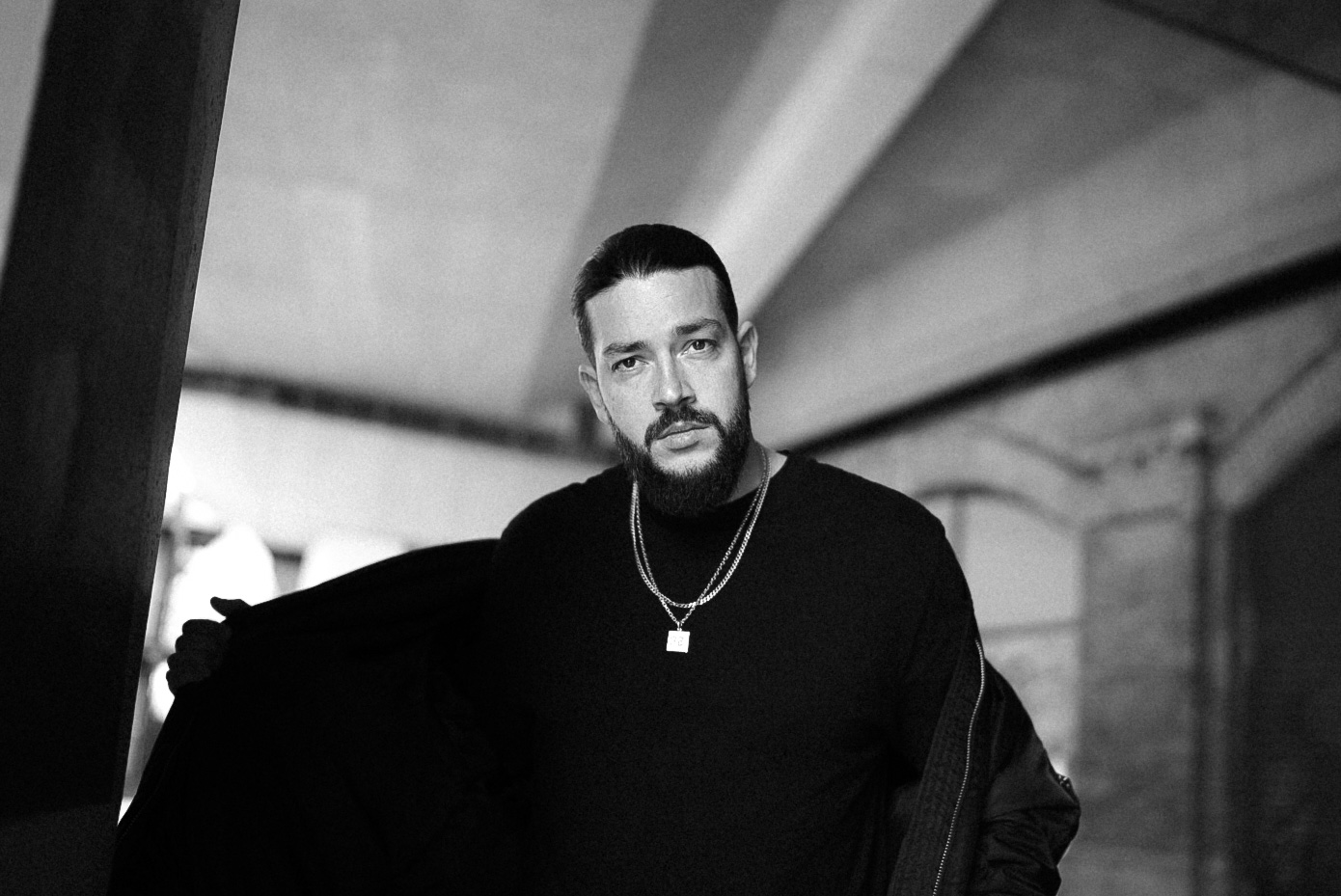
Takt32 (2023)

Takt32, auch bekannt als Marco Tscheschlok, ist ein deutscher Rapper, Songwriter und ehemaliger Wasserballspieler aus Berlin. In der Musik erlangte er zunächst durch seine Teilnahmen bei Rap am Mittwoch nennenswerte Bekanntheit. Seine größten Erfolge in den Deutschen Singlecharts feierte er als Autor. Er war an sechs Nummer-eins-Hits beteiligt, darunter an Komet, das mit 21 Wochen an der Spitze der Charts einen geteilten Rekord hält.

## Anfänge und Karriere
Takt32 wuchs im Berliner Bezirk Hohenschönhausen (Weißensee) auf. Er spielte mehrere Jahre für den SC Wedding Berlin in der Deutsche Wasserball-Liga, der höchsten deutschen Spielklasse im Wasserball. Durch sein sportliches Talent nahm er während seiner Schulzeit an Wettbewerben in Frankreich teil. Dort lebte er zusammen mit seinem Gastbruder in den Banlieues. Dieser war Teil der lokalen Graffiti-Sprayer-Szene, wodurch der Berliner entsprechende Kreise besser kennenlernte und selbst mit dem Sprühen von Graffiti begann. Nach dem Abitur zog er für vier Jahre in die Vereinigten Staaten nach St. Louis, Missouri, wo er ein College besuchte, das ihm ein Sportstipendium durch das Fulbright-Programm ermöglichte.

„Das habe ich wahrgenommen, weil es für mich günstiger war, in den USA komplett finanziert zu werden, als zu Hause auf eigene Kosten zu studieren.“

Der dort vorherrschende Lebensstil und die omnipräsente Battle-Szene veranlassten ihn dazu, ab 2008 selbst mit dem Rappen anzufangen auf Basis deutschen Hip-Hops, wie beispielsweise Aggro Berlin und Westberlin Maskulin, den er in jungen Jahren hörte. Zuerst eher als Hobby, ab 2012 mit seinen ersten Aufnahmen und Auftritten gemeinsam mit der Band eines Uni-Kollegen live in Bars zunehmend seriöser.

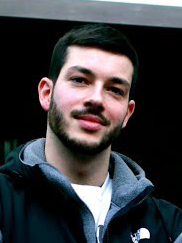
Takt32 (2013)

Mit 12 Jahren begann er, die ersten eigenen Beats zu produzieren. Mit 16 Jahren machte er seine ersten Rapversuche. Als einer der wenigen aus seinem Freundeskreis zog er das Hip-Hop-Musizieren durch und konnte zurück in Deutschland erste Erfolge bei Battle-Rap-Veranstaltungen wie Rap am Mittwoch feiern, z. B. als er bei seinem ersten Besuch und einigen weiteren unmittelbar bis ins Kingfinale kam. Ein Titel blieb ihm bis zum Battle in der BMCL gegen Separate allerdings verwehrt. Zusammen mit seinem Kumpel fx gründete er das Label Kiezkunst und widmete sich nach seinem Abschied von Rap am Mittwoch mehr und mehr seiner Solokarriere. Am 15. August 2014 erschien schließlich über Kiezkunst seine Debüt-EP #Overkill, die eine Mischung aus Battle-Rap-lastigen Liedern und Thementracks enthält.
Am 24. April 2015 veröffentlichte er sein erstes Album Gang. Die Arbeiten zu diesem Album fanden in einem Tonstudio statt, wo ihm außerdem dauerhaft ein Produzent zur Verfügung stand. Alle bisherigen Veröffentlichungen erschienen über das Independent-Label Kiezkunst. Nur der Vertrieb wurde 2015 an Chapter One (Universal Music) abgegeben. Im Jahr 2022 verlängerte er seinen Verlagsvertrag mit Sony Music Publishing.
Takt32 ist darüber hinaus auch als Autor für andere Musiker tätig, so ist er unter anderem Koautor der Nummer-eins-Hits Highway, Ohne Dich, Rosenkrieg, Auf & ab, Pussy Power und Komet.

## Namensgebung

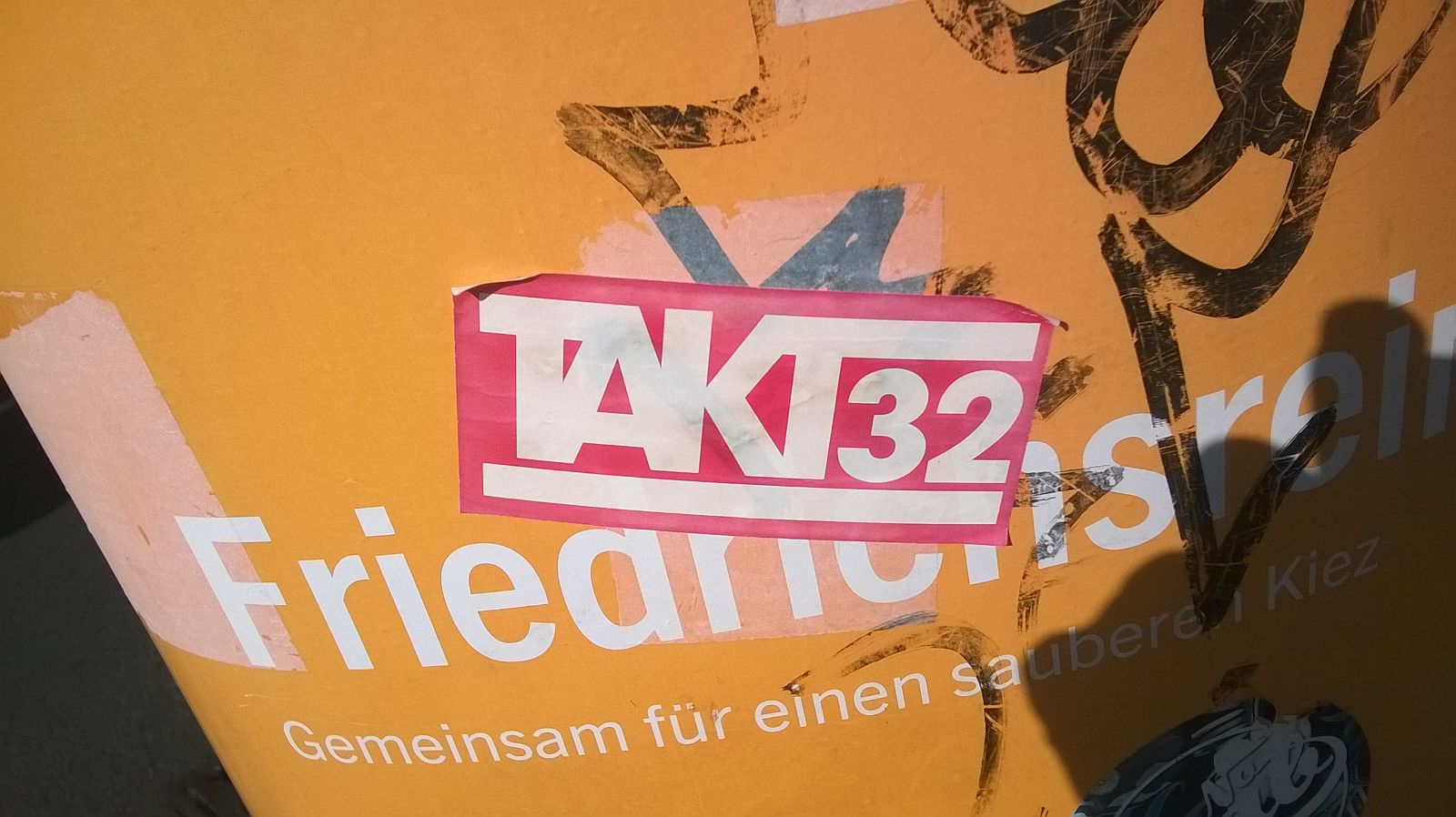
Takt32-Aufkleber auf einem Berliner Mülleimer

Der Name Takt32 hat seine Bedeutung aus seiner Zeit als Sprayer: „Ich habe immer die Restdosen leergetaggt. Aus dem Spitznamen Taggt wurde irgendwann Takt.“

## Stil
Takt32 ist ein Rapper der klassischen Berliner Hip-Hop-Schule. Seine internationalen Einflüsse aus Frankreich und von Übersee spiegeln sich in seinem Rap-Stil wider und sind ein wesentliches Erkennungszeichen. Die Facetten seiner Veröffentlichungen reichen von Battle-Rap über sozialkritische Texte, vor allem Übertreibung spielt für ihn oft eine Rolle beim Musizieren. Während er beim Graffiti-Sprühen knallige Farben benutzte, versucht er mit seinem Rap vor allem durch bestimmte Symbole aufzufallen, wie z. B. der Hashtag im Titel seiner EP #Overkill.

## Diskografie

### Studioalben
| Jahr | Titel Musiklabel                       | Höchstplatzierung, Gesamtwochen, AuszeichnungChartsChartplatzierungen (Jahr, Titel, Musiklabel, Platzierungen, Wochen, Auszeichnungen, Anmerkungen) | Anmerkungen                             |
| Jahr | Titel Musiklabel                       | DE | Anmerkungen                             |
| ---- | -------------------------------------- | --- | --------------------------------------- |
| 2015 | Gang Kiezkunst                         | DE87 (1 Wo.)DE | Erstveröffentlichung: 24. April 2015    |
| 2016 | ID Kiezkunst                           | — | Erstveröffentlichung: 25. November 2016 |
| 2021 | Demut und Größenwahn Kiezkunst         | DE49 (1 Wo.)DE | Erstveröffentlichung: 30. April 2021    |
| 2022 | Sozialer Abwärtsvergleich Kiezkunst    | DE27 (1 Wo.)DE | Erstveröffentlichung: 11. März 2022     |
| 2023 | Unlösbare Gleichung Kiezkunst          | DE23 (1 Wo.)DE | Erstveröffentlichung: 25. August 2023   |
| 2025 | Den Umständen widersprechend Kiezkunst | DE4 (1 Wo.)DE | Erstveröffentlichung: 13. Juni 2025     |

### Kollaboalben
| Jahr | Titel Musiklabel         | Höchstplatzierung, Gesamtwochen, AuszeichnungChartplatzierungen (Jahr, Titel, Musiklabel, Platzierungen, Wochen, Auszeichnungen, Anmerkungen) | Höchstplatzierung, Gesamtwochen, AuszeichnungChartplatzierungen (Jahr, Titel, Musiklabel, Platzierungen, Wochen, Auszeichnungen, Anmerkungen) | Höchstplatzierung, Gesamtwochen, AuszeichnungChartplatzierungen (Jahr, Titel, Musiklabel, Platzierungen, Wochen, Auszeichnungen, Anmerkungen) | Anmerkungen                                           |
| Jahr | Titel Musiklabel         | DE | AT | CH | Anmerkungen                                           |
| ---- | ------------------------ | --- | --- | --- | ----------------------------------------------------- |
| 2023 | Moai Essah Entertainment | DE4 (1 Wo.)DE | AT73 (1 Wo.)AT | CH28 (1 Wo.)CH | Erstveröffentlichung: 17. Februar 2023 mit Kool Savas |

### EPs
- 2014: #Overkill
- 2016: Chimera
- 2018: Opium EP
- 2024: Bitumen EP (mit Khrome & Liquit Walker)

### Mixtapes
- 2018: 030 Hollywood

### Singles
| Jahr | Titel Album                            | Höchstplatzierung, Gesamtwochen, AuszeichnungChartplatzierungen (Jahr, Titel, Album, Platzierungen, Wochen, Auszeichnungen, Anmerkungen) | Höchstplatzierung, Gesamtwochen, AuszeichnungChartplatzierungen (Jahr, Titel, Album, Platzierungen, Wochen, Auszeichnungen, Anmerkungen) | Höchstplatzierung, Gesamtwochen, AuszeichnungChartplatzierungen (Jahr, Titel, Album, Platzierungen, Wochen, Auszeichnungen, Anmerkungen) | Anmerkungen                                                                 |
| Jahr | Titel Album                            | DE | AT | CH | Anmerkungen                                                                 |
| ---- | -------------------------------------- | --- | --- | --- | --------------------------------------------------------------------------- |
| 2020 | Sorry Not Sorry Four Seasons           | DE21 (2 Wo.)DE | AT61 (1 Wo.)AT | CH51 (1 Wo.)CH | Erstveröffentlichung: 6. November 2020 Monet192 feat. Takt32 & Badmómzjay   |
| 2021 | Irgendwie egal Demut und Größenwahn    | DE66 (1 Wo.)DE | — | — | Erstveröffentlichung: 19. Februar 2021 feat. Badmómzjay & Jumpa             |
| 2021 | Egal wie hoch –                        | DE36 (1 Wo.)DE | AT66 (1 Wo.)AT | CH96 (1 Wo.)CH | Erstveröffentlichung: 13. Mai 2011 Jumpa feat. Samra & Takt32               |
| 2022 | Dinner Table Sozialer Abwärtsvergleich | DE— aDE | — | — | Erstveröffentlichung: 18. Februar 2022 feat. Badmómzjay                     |
| 2022 | KMKD Moai                              | DE— bDE | — | — | Erstveröffentlichung: 29. Juli 2022 mit Kool Savas                          |
| 2022 | Check Moai                             | DE49 (1 Wo.)DE | — | CH99 (1 Wo.)CH | Erstveröffentlichung: 2. September 2022 mit Kool Savas feat. Gringo & Samra |
| 2022 | Moai                                   | DE— cDE | — | — | Erstveröffentlichung: 4. November 2022 mit Kool Savas feat. Yaikess         |
| 2023 | Narben Moai                            | DE73 (1 Wo.)DE | — | — | Erstveröffentlichung: 10. Februar 2023 Kool Savas feat. Takt32 & Vito       |
| 2023 | RIP –                                  | DE96 (1 Wo.)DE | — | — | Erstveröffentlichung: 5. Mai 2023 feat. Badmómzjay                          |
| 2023 | 4 Life Survival Mode                   | DE57 (1 Wo.)DE | — | — | Erstveröffentlichung: 9. November 2023 Badmómzjay feat. Takt32 & Vito       |

### Chartplatzierungen als Autor
| Jahr | Titel Interpretation                                         | Höchstplatzierung, Gesamtwochen, AuszeichnungChartplatzierungen (Jahr, Titel, Interpretation, Platzierungen, Wochen, Auszeichnungen, Anmerkungen) | Höchstplatzierung, Gesamtwochen, AuszeichnungChartplatzierungen (Jahr, Titel, Interpretation, Platzierungen, Wochen, Auszeichnungen, Anmerkungen) | Höchstplatzierung, Gesamtwochen, AuszeichnungChartplatzierungen (Jahr, Titel, Interpretation, Platzierungen, Wochen, Auszeichnungen, Anmerkungen) | Anmerkungen                              |
| Jahr | Titel Interpretation                                         | DE | AT | CH | Anmerkungen                              |
| ---- | ------------------------------------------------------------ | --- | --- | --- | ---------------------------------------- |
| 2018 | Keinen wie mich Fler                                         | DE38 (1 Wo.)DE | AT63 (1 Wo.)AT | CH73 (1 Wo.)CH | Erstveröffentlichung: 26. Oktober 2018   |
| 2018 | Gänsehaut Fler & Mosenu                                      | DE70 (1 Wo.)DE | — | — | Erstveröffentlichung: 23. November 2018  |
| 2019 | Sex Money Murder Fler feat. Mosenu                           | DE75 (1 Wo.)DE | — | — | Erstveröffentlichung: 1. Februar 2019    |
| 2019 | Respektlose Jungs Fler & Farid Bang                          | DE65 (1 Wo.)DE | — | — | Erstveröffentlichung: 29. März 2019      |
| 2019 | Shirinbae Fler                                               | DE45 (2 Wo.)DE | — | — | Erstveröffentlichung: 18. August 2019    |
| 2019 | Keiner kann was machen Fler                                  | DE86 (1 Wo.)DE | — | — | Erstveröffentlichung: 4. Oktober 2019    |
| 2019 | Fame Fler                                                    | DE66 (1 Wo.)DE | — | — | Erstveröffentlichung: 24. Oktober 2019   |
| 2019 | Casino Katja Krasavice                                       | DE44 (9 Wo.)DE | — | — | Erstveröffentlichung: 20. Dezember 2019  |
| 2020 | Grind Fler                                                   | DE39 (2 Wo.)DE | AT74 (1 Wo.)AT | CH88 (1 Wo.)CH | Erstveröffentlichung: 13. Februar 2020   |
| 2020 | Lost Fler & Sido                                             | DE36 (2 Wo.)DE | — | — | Erstveröffentlichung: 14. März 2020      |
| 2020 | Dämon Monet192                                               | DE85 (2 Wo.)DE | — | CH50 (2 Wo.)CH | Erstveröffentlichung: 3. April 2020      |
| 2020 | Move Badmómzjay                                              | DE27 (4 Wo.)DE | AT35 (1 Wo.)AT | CH84 (1 Wo.)CH | Erstveröffentlichung: 10. April 2020     |
| 2020 | Rollercoaster Badmómzjay                                     | DE42 (1 Wo.)DE | — | — | Erstveröffentlichung: 21. Mai 2020       |
| 2020 | Snowbunny Badmómzjay                                         | DE26 (3 Wo.)DE | AT41 (1 Wo.)AT | CH81 (1 Wo.)CH | Erstveröffentlichung: 18. Juni 2020      |
| 2020 | SoSo Monet192                                                | DE28 (3 Wo.)DE | AT52 (1 Wo.)AT | CH34 (2 Wo.)CH | Erstveröffentlichung: 19. Juni 2020      |
| 2020 | Miskin Samra                                                 | DE10 (3 Wo.)DE | AT14 (2 Wo.)AT | CH23 (2 Wo.)CH | Erstveröffentlichung: 17. Juli 2020      |
| 2020 | Fastlane Jamule feat. Santos                                 | DE9 (8 Wo.)DE | AT17 (4 Wo.)AT | CH29 (3 Wo.)CH | Erstveröffentlichung: 30. Juli 2020      |
| 2020 | Signal Badmómzjay                                            | DE24 (4 Wo.)DE | AT62 (1 Wo.)AT | CH79 (1 Wo.)CH | Erstveröffentlichung: 30. Juli 2020      |
| 2020 | Light Up the Night/Modelface/Jo-Jo Fler                      | DE83 (2 Wo.)DE | — | — | Erstveröffentlichung: 27. August 2020    |
| 2020 | T.H.A.L Badmómzjay                                           | DE43 (1 Wo.)DE | — | — | Erstveröffentlichung: 4. September 2020  |
| 2020 | Supernova Badmómzjay                                         | DE96 (2 Wo.)DE | — | — | Erstveröffentlichung: 24. September 2020 |
| 2020 | 21 Gramm Monet192                                            | DE57 (1 Wo.)DE | — | CH75 (1 Wo.)CH | Erstveröffentlichung: 16. Oktober 2020   |
| 2020 | Million Dollar A$$ Katja Krasavice feat. Fler                | DE3 (3 Wo.)DE | AT39 (1 Wo.)AT | CH73 (1 Wo.)CH | Erstveröffentlichung: 23. Oktober 2020   |
| 2020 | Am Boden bleiben Vega, Casper & Montez                       | DE50 (1 Wo.)DE | — | — | Erstveröffentlichung: 19. November 2020  |
| 2020 | Hyänen Vega & Samra                                          | DE41 (1 Wo.)DE | — | CH79 (1 Wo.)CH | Erstveröffentlichung: 3. Dezember 2020   |
| 2020 | Luzifer Lil Lano                                             | DE96 (1 Wo.)DE | — | — | Erstveröffentlichung: 18. Dezember 2020  |
| 2021 | Highway Katja Krasavice feat. Elif                           | DE1 (8 Wo.)DE | AT18 (6 Wo.)AT | CH77 (1 Wo.)CH | Erstveröffentlichung: 8. Januar 2021     |
| 2021 | Spotlight Monet192 feat. Lune                                | DE27 (2 Wo.)DE | AT75 (1 Wo.)AT | CH39 (1 Wo.)CH | Erstveröffentlichung: 8. Januar 2021     |
| 2021 | Ohne Dich Kasimir1441 feat. Badmómzjay                       | DE1 (28 Wo.)DE | AT1 (24 Wo.)AT | CH6 (11 Wo.)CH | Erstveröffentlichung: 14. Januar 2021    |
| 2021 | Sie weiß wie Fler                                            | DE64 (1 Wo.)DE | — | — | Erstveröffentlichung: 14. Januar 2021    |
| 2021 | Salty Monet192                                               | DE71 (1 Wo.)DE | — | CH86 (1 Wo.)CH | Erstveröffentlichung: 29. Januar 2021    |
| 2021 | S.O.S Lune                                                   | DE98 (1 Wo.)DE | — | — | Erstveröffentlichung: 29. Januar 2021    |
| 2021 | Eines Tages Fler, Sido, Bass Sultan Hengzt & Cassandra Steen | DE70 (1 Wo.)DE | — | — | Erstveröffentlichung: 24. März 2021      |
| 2021 | Bis ich tot bin Zuna & Jumpa                                 | DE62 (1 Wo.)DE | — | — | Erstveröffentlichung: 26. März 2021      |
| 2021 | Badmómz. Badmómzjay                                          | DE19 (2 Wo.)DE | AT52 (1 Wo.)AT | CH80 (1 Wo.)CH | Erstveröffentlichung: 8. April 2021      |
| 2021 | Rapstar Jumpa feat. Badmómzjay                               | DE71 (1 Wo.)DE | — | — | Erstveröffentlichung: 30. April 2021     |
| 2021 | Tu nicht so Badmómzjay                                       | DE10 (6 Wo.)DE | AT28 (2 Wo.)AT | CH67 (1 Wo.)CH | Erstveröffentlichung: 20. Mai 2021       |
| 2021 | Rosenkrieg Loredana & Mozzik                                 | DE1 (7 Wo.)DE | AT5 (4 Wo.)AT | CH2 (5 Wo.)CH | Erstveröffentlichung: 28. Mai 2021       |
| 2021 | Immer wenn ich gehen will Montez & Elif                      | DE73 (1 Wo.)DE | — | — | Erstveröffentlichung: 24. Juni 2021      |
| 2021 | Checkst du?! Badmómzjay                                      | DE21 (1 Wo.)DE | — | — | Erstveröffentlichung: 29. Juli 2021      |
| 2021 | Auf & ab Montez                                              | DE1 (96 Wo.)DE | AT4 (56 Wo.)AT | CH9 (29 Wo.)CH | Erstveröffentlichung: 30. Juli 2021      |
| 2021 | Underclass Fler als Frank White & Bass Sultan Hengzt         | DE79 (1 Wo.)DE | — | — | Erstveröffentlichung: 2. September 2021  |
| 2021 | Sterne unterm Dach Badmómzjay                                | DE16 (6 Wo.)DE | AT40 (1 Wo.)AT | CH72 (1 Wo.)CH | Erstveröffentlichung: 9. September 2021  |
| 2021 | Sterne Monet192                                              | DE70 (1 Wo.)DE | — | CH70 (1 Wo.)CH | Erstveröffentlichung: 10. September 2021 |
| 2021 | Pussy Power Katja Krasavice                                  | DE1 (1 Wo.)DE | — | — | Erstveröffentlichung: 17. September 2021 |
| 2021 | Baby 2.0 Zuna & Lune                                         | DE16 (5 Wo.)DE | AT35 (2 Wo.)AT | CH19 (3 Wo.)CH | Erstveröffentlichung: 24. September 2021 |
| 2021 | Mond Montez feat. Badmómzjay                                 | DE10 (7 Wo.)DE | AT30 (3 Wo.)AT | CH55 (1 Wo.)CH | Erstveröffentlichung: 30. September 2021 |
| 2021 | Vorbei Monet192                                              | DE53 (1 Wo.)DE | — | CH79 (1 Wo.)CH | Erstveröffentlichung: 29. Oktober 2021   |
| 2021 | „Hahaha“ Badmómzjay                                          | DE40 (1 Wo.)DE | — | — | Erstveröffentlichung: 11. November 2021  |
| 2022 | Molly Selmon & Bausa                                         | DE19 (5 Wo.)DE | AT36 (3 Wo.)AT | CH78 (1 Wo.)CH | Erstveröffentlichung: 6. Januar 2022     |
| 2022 | Andale DJ Jeezy / Badmómzjay / Bausa / Kalim                 | DE26 (2 Wo.)DE | AT59 (1 Wo.)AT | CH82 (1 Wo.)CH | Erstveröffentlichung: 14. Januar 2022    |
| 2022 | Kippe im Wind Monet192                                       | DE66 (1 Wo.)DE | — | CH91 (1 Wo.)CH | Erstveröffentlichung: 28. Januar 2022    |
| 2022 | Melatonin Vanessa Mai / Art                                  | DE31 (2 Wo.)DE | — | — | Erstveröffentlichung: 18. Februar 2022   |
| 2022 | Fehler Mike Singer feat. Monet192                            | DE75 (1 Wo.)DE | — | — | Erstveröffentlichung: 4. März 2022       |
| 2022 | Nie begegnet Esther Graf / Monet192                          | DE78 (2 Wo.)DE | — | — | Erstveröffentlichung: 17. März 2022      |
| 2022 | Champions Club Monet192                                      | DE38 (2 Wo.)DE | — | CH72 (1 Wo.)CH | Erstveröffentlichung: 8. April 2022      |
| 2022 | Nie mehr zurück Badmómzjay / Bozza / Kool Savas / Sido       | DE24 (4 Wo.)DE | — | CH86 (1 Wo.)CH | Erstveröffentlichung: 19. Mai 2022       |
| 2022 | Amin Samra                                                   | DE28 (1 Wo.)DE | — | CH49 (1 Wo.)CH | Erstveröffentlichung: 24. Juni 2022      |
| 2022 | Lauf über Wasser Monet192 feat. Badchieff                    | DE95 (1 Wo.)DE | — | — | Erstveröffentlichung: 30. Juni 2022      |
| 2022 | Survival Mode (Intro) Badmómzjay                             | DE27 (1 Wo.)DE | AT71 (1 Wo.)AT | — | Erstveröffentlichung: 4. August 2022     |
| 2022 | Keine Tränen Badmómzjay                                      | DE8 (5 Wo.)DE | AT22 (2 Wo.)AT | CH44 (1 Wo.)CH | Erstveröffentlichung: 22. September 2022 |
| 2022 | Yeah Hoe Badmómzjay                                          | DE96 (1 Wo.)DE | — | — | Erstveröffentlichung: 31. Dezember 2022  |
| 2023 | Komet Udo Lindenberg & Apache 207                            | DE1 (… Wo.)DE | AT1 (… Wo.)AT | CH2 (… Wo.)CH | Erstveröffentlichung: 19. Januar 2023    |
| 2023 | Mh mh Badmómzjay feat. Juju                                  | DE30 (2 Wo.)DE | — | — | Erstveröffentlichung: 20. Juli 2023      |
| 2023 | Airplanes Badmómzjay & Kool Savas                            | DE12 (11 Wo.)DE | AT30 (5 Wo.)AT | CH43 (1 Wo.)CH | Erstveröffentlichung: 7. September 2023  |